# San Andrés y Providencia
San Andrés y Providencia (Departamento del Archipiélago de San Andrés, Providencia y Santa Catalina) er en provins i Colombia, der består af øer og skærgårde og er beliggende ca. 775 km. nord for Colombias kyst og ca. 80 km. fra Nicaraguas kyst. Med sit areal på 44 km² er det Colombias absolut mindste målt på areal. Indbyggertallet er 59.573 (pr. 2005), hvilket gør det til den tredjemindste provins befolkingsmæssigt. Hovedstaden er San Andrés.
Hovedøerne er San Andrés og Providencia. Der findes en del mindre øer i nærheden samt otte atoller, der også hører til provinsen: Banco Alicia, Bajo Nuevo, Serranilla, Quita Sueño, Serrana, Roncador, Cayos del Este Sudeste og Cayos de Albuquerque.
Øgruppen er af Columbia udpeget til biosfærereservat, men den præcise afgrænsning til Nicaragua er uafklaret.